# Дарданелльское сражение
Дарданелльское морское сражение 1807 года — сражение между русской Средиземноморской эскадрой и турецким флотом в районе Дарданелл 10 (22)—11 (23) мая 1807 года, являвшееся эпизодом кампании Второй Архипелагской экспедиции русского флота в ходе русско-турецкой войны 1806—1812 годов. Выиграно русским флотом под командованием Д. Н. Сенявина.
Так как турецкая столица, Стамбул, сильно зависела от морских поставок, русская эскадра под командованием вице-адмирала Сенявина, состоявшая из 10 линейных кораблей и фрегата, установила блокаду пролива Дарданеллы 6 марта 1807 года (через две недели после неудачной Дарданелльской операции английского флота). Блокада продолжалась в течение двух месяцев, к концу которых в Константинополе началось восстание янычар и султан Селим III был низложен. Новый султан Мустафа IV приказал своим адмиралам прорвать блокаду любой ценой.
Следуя этому приказу, 8 линейных кораблей, 6 фрегатов и 55 вспомогательных кораблей под командованием Капудан-паши Сеита-Али (который до этого уже сражался с Сенявиным при Калиакрии) вышли из проливов с намерением высадить десант на острове Тенедос, который служил базой русской эскадры в Эгейском море.
Сенявин, желая предвосхитить эти планы, выдвинулся навстречу турецкому флоту. После нескольких часов сражения победа досталась русским, и турецкий флот вынужден был укрыться в Дарданеллах. Сенявин преследовал их, пытаясь уничтожить три сильно повреждённых линейных корабля, но сильный огонь береговых батарей и темнота заставили его прекратить преследование.
Хотя три турецких корабля были повреждены до неспособности к службе и турецкие потери в людях составили до 2000 человек, победа была не окончательной. Д. Н. Сенявин продолжал блокировать Дарданеллы до сражения у Афонского мыса, происшедшего месяц спустя.

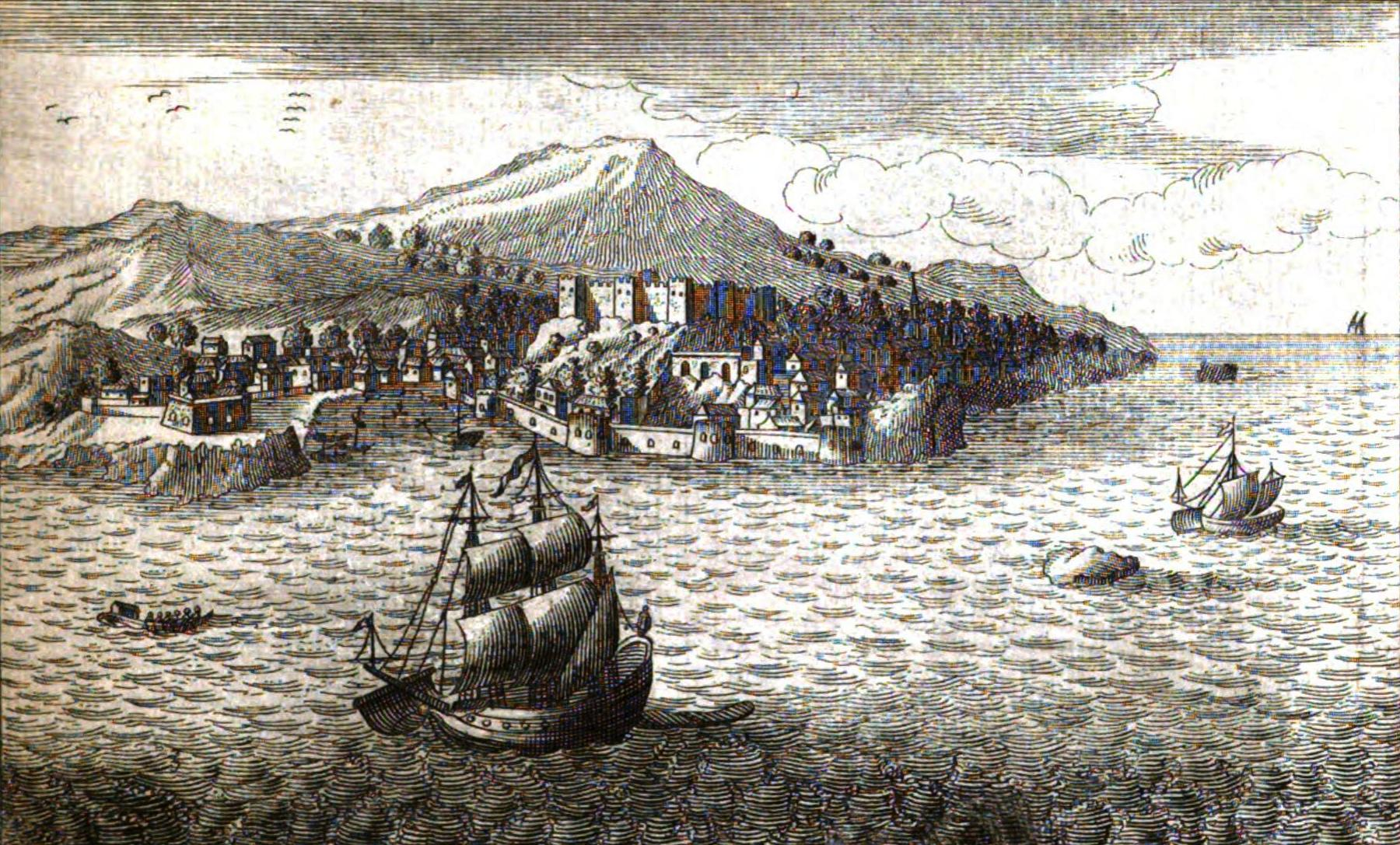
Вид на остров и крепость Тенедос.Гравюра XVIII века
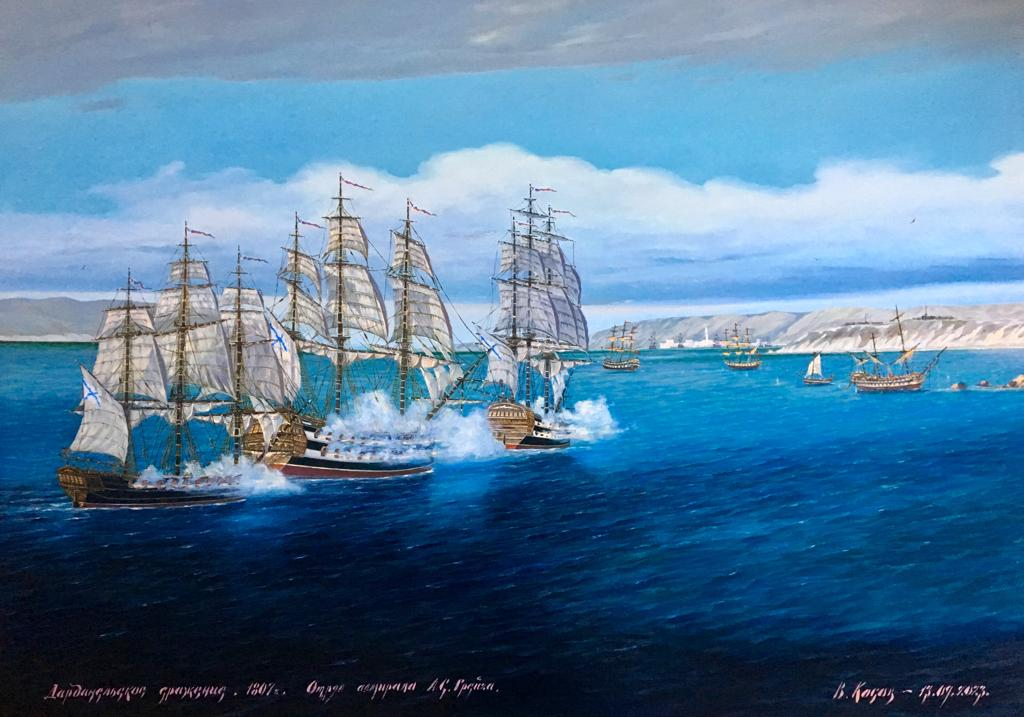
Дарданельское сражение. 1807 г. Отряд адмирала А.С.Грейга